# 伊勢関インターチェンジ
伊勢関インターチェンジ（いせせきインターチェンジ）は、三重県亀山市と津市にまたがっている東名阪自動車道と伊勢自動車道のインターチェンジである。また、東名阪自動車道と伊勢自動車道の境界であることから、亀山南ジャンクション（かめやまみなみジャンクション）の名もNEXCO内部では見られる。
さらに、接続する名阪国道（国道25号）側での分岐は関ジャンクション（せきジャンクション）と称されており、本項ではこれら及びかつて存在した関本線料金所についてもまとめて記述する。

## 概要
伊勢関ICは、東名阪自動車道と伊勢自動車道を結ぶ「亀山直結線」の開通と共に、平成17年（2005年）3月13日に供用を開始した。伊勢自動車道と名阪国道（国道25号）を結ぶ「関JCT」は亀山直結線の開通に伴い、実質的に伊勢関ICの出入口となったが、現在も施設として残っている他、一般道との接続は名阪国道を介する必要があり、現在も事実上のジャンクションとして機能する。
なお、下り線伊勢方面へは入口のみ、上り線伊勢方向からは出口のみのハーフICとなっている（出口から名阪国道奈良伊賀大阪方面、鈴鹿新名神名古屋東名方面の分岐がある）。このため、東名阪自動車道の終点ではあるが、同路線と伊勢関ICの相互利用は不可能である。よって、名古屋方面からの利用者は隣接する亀山ICを利用する。

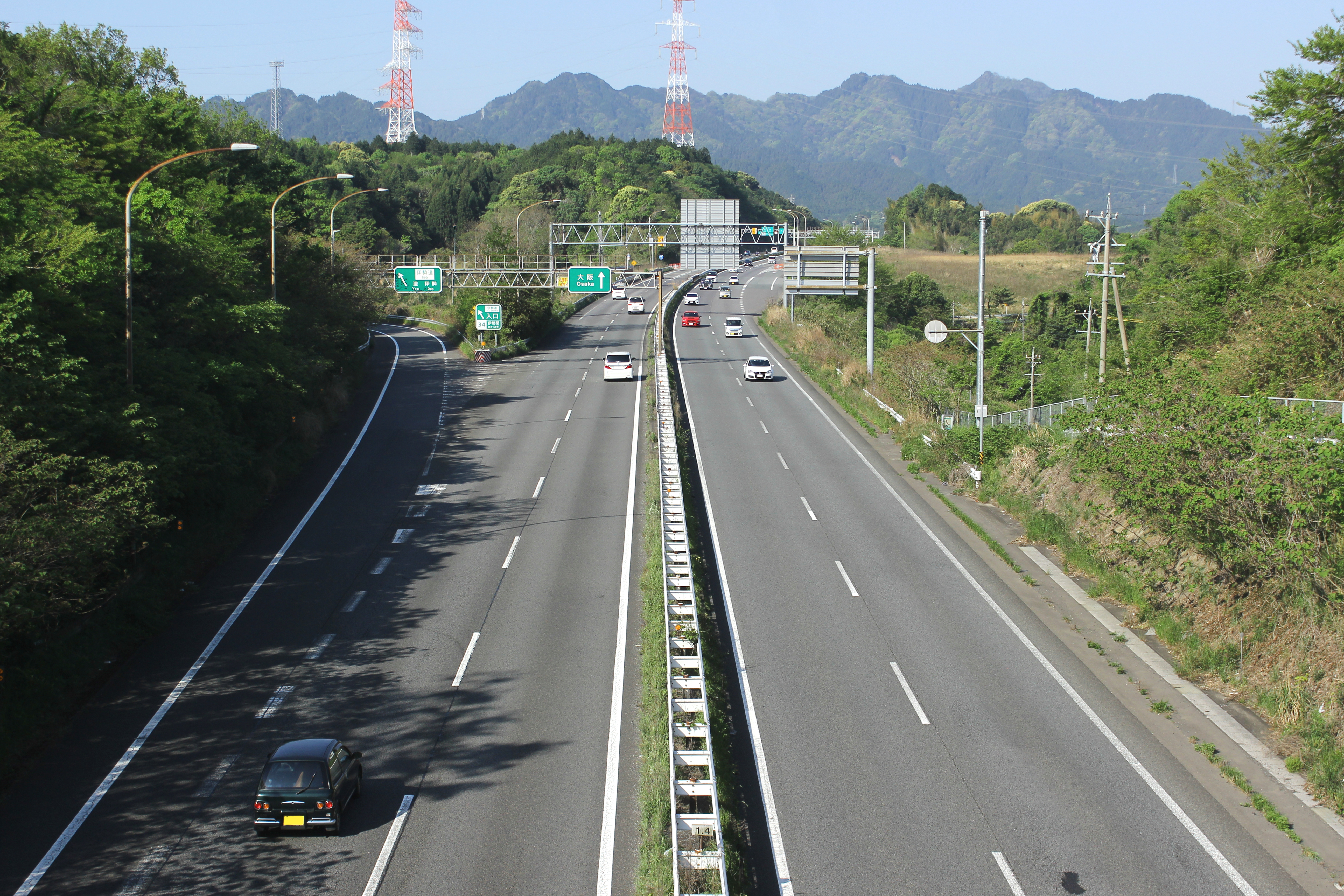
関JCTを名阪国道の亀山方面から望む。左側が伊勢自動車道への分流部。
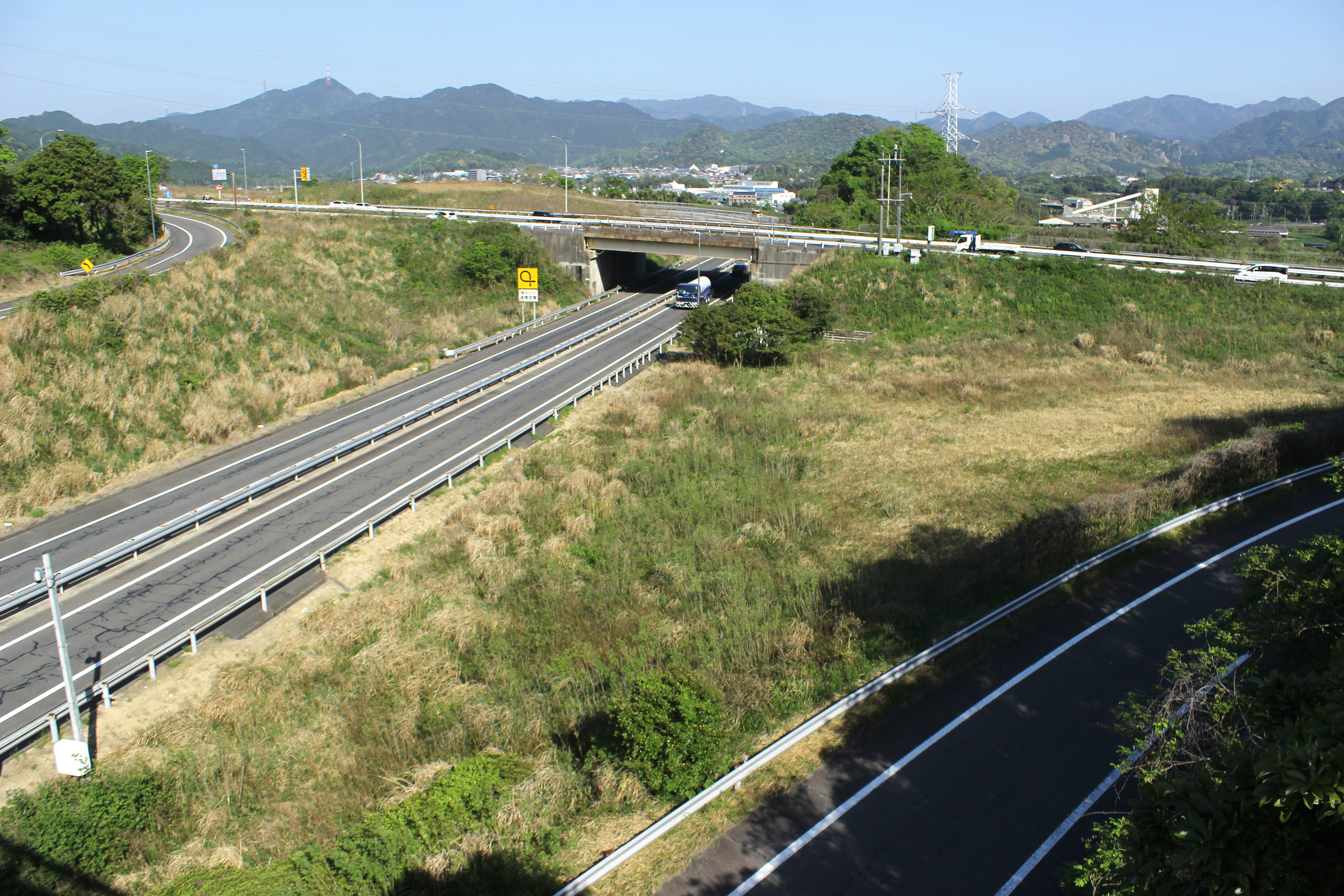
関JCTを伊勢自動車道側から望む。トランペット型である。ループを描くのは亀山方面側のランプウェイである。
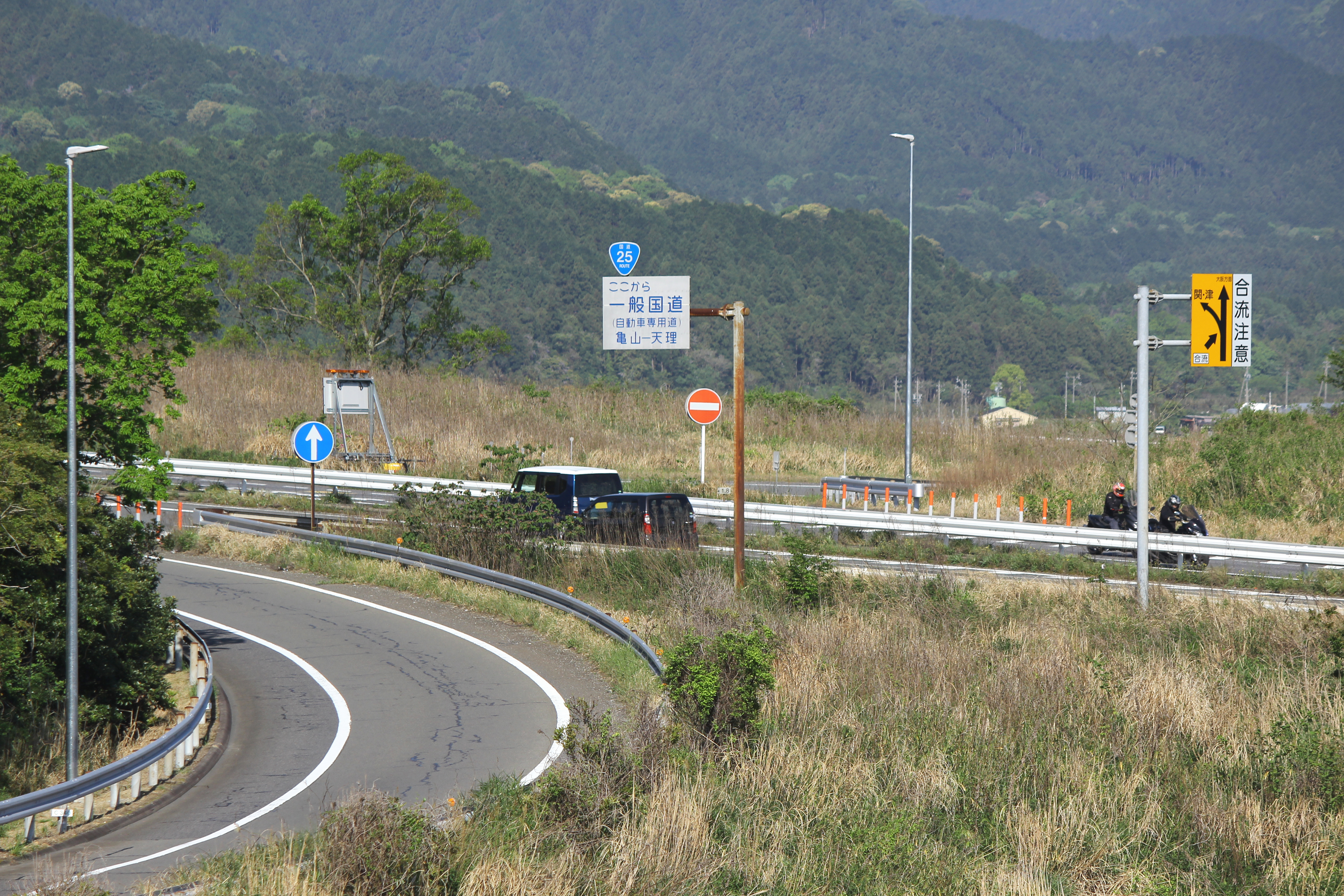
伊勢自動車道から名阪国道（大阪方面）への合流部。この先は一般国道である。

## 歴史
- 1975年（昭和50年）10月22日：関JCT開通。同時に関本線料金所を開設。
- 2005年（平成17年）3月13日：伊勢関IC供用開始・亀山直結線開通。同時に関本線料金所が廃止。

## 周辺
- 旧東海道 関宿
- JR関西本線 関駅

## 接続路線

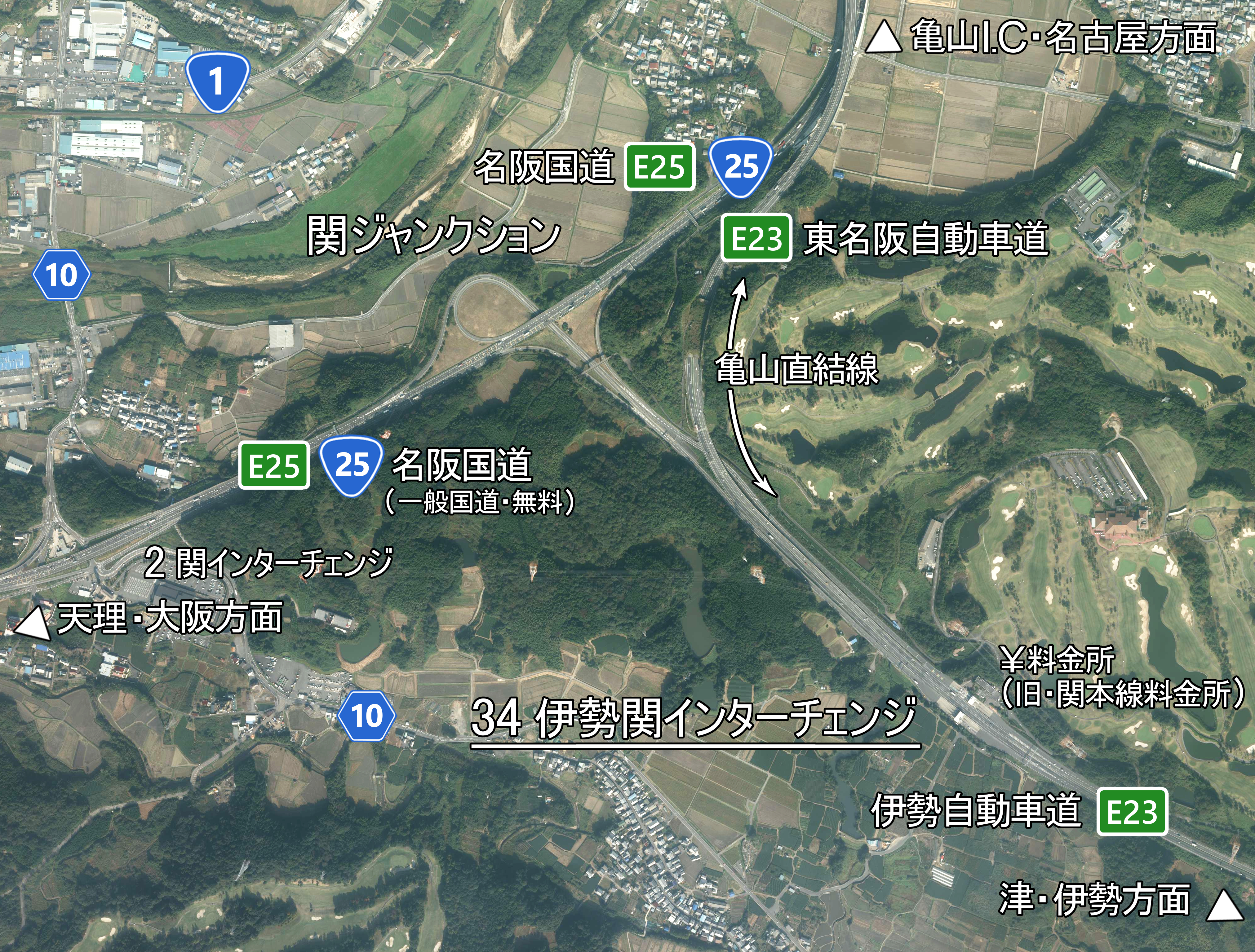
伊勢関ICは関JCTとワンセットである。
。

- E23 東名阪自動車道（34番）
- E23 伊勢自動車道（34番）
- E25 名阪国道（国道25号）（関JCT・34番）

## 料金所
レーン運用は、時間帯やメンテナンスなどの事情によって変更される場合がある。
- ブース数：7[6]

### 入口
- ブース数：3[6]
  - ETC専用：1
  - ETC/一般：1
  - 一般：1

### 出口
- ブース数：4[6]
  - ETC専用：2
  - 一般：2

## 関本線料金所
関本線料金所（せきほんせんりょうきんじょ）は、かつて三重県安芸郡芸濃町（現・津市）にあった伊勢自動車道の本線料金所である。1975年（昭和50年）10月22日、関JCT - 久居ICが開通した時に開設された。下り線（伊勢方面）では通行券の発券を、上り線（東名阪道・名阪国道（国道25号）方面）では通行料金の精算を行っていた。関バリアとも呼ばれた。
東名阪自動車道と伊勢自動車道とを直結する亀山直結線が平成17年（2005年）3月13日に開通し、東名阪道と伊勢道が通し料金で利用できるようになったため、東名阪道の鈴鹿本線料金所とともに廃止された。なお、関本線料金所施設の真ん中部分を取り壊して本線とし、残った両サイド部分をそれぞれ伊勢関ICの出入口料金所に流用した。

## 隣
E23 東名阪自動車道
(33) 亀山IC - (34) 伊勢関IC/関JCT
E23 伊勢自動車道
(34) 伊勢関IC/関JCT - (35) 芸濃IC
E25 名阪国道（国道25号）
(1) 亀山IC - (34) 関JCT/伊勢関IC・出入口 - (2) 関IC